# جماجمون
جماجمون، قرية تابعة للوحدة المحلية لقرية محلة أبو علي التابعة لمركز دسوق في محافظة كفر الشيخ في جمهورية مصر العربية.

## التاريخ
قرية جماجمون من القرى القديمة، حيث ذكرها ابن حوقل في كتابه «صورة الأرض» باسم «دمى جمول» في وصفه لطريق فرع نهر النيل الغربي بين الصافية وسنديون فقال:
| جماجمون | ومن الصافية إلى دمى جمول ضيعة كبيرة أيضًا كثيرة قصب السكر والمعاصر ويعمل السكر بها والقند، ولها منبر وسوق وحاكم ستة سقسات. | جماجمون |

كما وردت باسم «دَمَيْجمُون» في أعمال الغربية ضمن قرى الروك الصلاحي التي أحصاها ابن مماتي في كتاب قوانين الدواوين، كما وردت باسم «دميجمون» في أعمال الغربية ضمن قرى الروك الناصري التي أحصاها ابن الجيعان في كتاب «التحفة السنية بأسماء البلاد المصرية». وفي العصر العثماني وردت باسم «دميجمون» في التربيع العثماني الذي أجراه الوالي العثماني سليمان باشا الخادم في عصر السلطان العثماني سليمان القانوني ضمن قرى ولاية الغربية، وفي تاريخ 1228هـ/1813م الذي عدّ قرى مصر بعد المسح الذي قام به محمد علي باشا باسم «جمجمون» ضمن قرى مديرية الغربية.

## السكان
حسب إحصاءات عام 2006، بلغ عدد سكان جماجمون 15,646 نسمة، منهم 8,049 ذكر و7,597 أنثى.

## توابع القرية
لها 5 توابع من عزب وكفور ونجوع:
- سليمان بك
- القبائل
- محمود سليم
- البوصة
- عاطف توفيق